# برنارد لامي
برنارد لامي (بالفرنسية: Bernard Lamy)‏ هو رياضياتي فرنسي، ولد في 15 يونيو 1640 في لو مان في فرنسا، وتوفي في 29 يناير 1715 في روان في فرنسا.